# Lazari Ágoston
Lazari Ágoston (Rókus (Szepes megye), 1636. július 20. – Lőcse, 1693. június 5.) ágostai evangélikus lelkész.

## Élete
Rókuson született, ahol atyja Lazari János iskolarektor volt. 1648-tól 1653-ig Bártfán tanult; innét Újfaluba (Szepes megye) ment, azután Zólyomba, végül Sopronba. 1659. július 26-án a wittenbergi egyetemre iratkozott be; azonban már 1660 októberében visszatért hazájába. 1663-ban Szepesolasziba hívták meg lelkésznek, 1664-ben Csütörtökhelyre ment lelkésznek és a XXIV plébánia conseniorja lett. 1669 márciusában a lőcsei szlovák egyházközség hívta meg diakonusának. 1672-ben a vallásüldözés alatt ő is társaival számüzetett, de 1682-ben visszatért és német lelkész, majd 1690-től elsőpap volt Lőcsén 1693-ban történt haláláig.
Nevét Lazarusnak és Lazarynak is írták.

## Munkája
- Status Christianorum in hoc Statu. Frommer Christen Zustand in diesem Thränen-Land ausz dem Sprüchlein Esaie 40. V. 28. Bey sehr ansehnlicher ... Leichenbegengnüss des ... Herrn David Spielenbergers der Medicin welt beruffenen Doctoris, auch dieser Königlichen freyen Stadt Leutschau Ordinarij, und durch gantz Hungarn glücklich gewesenen Medici practici. Welcher in diesem, 1684. Jahre, dem 27. Maji ... christlich im Herrn entschlaffen ... Leutschau.

### Kéziratban
- Adventsvorlesungen auf einen jeden Tag der Woche dieser Zeit, in christlichen Gemeinen vorzulesen. (Klein János Sámuel idejében, 1789. körül még használatban volt Lőcsén és ő is lelkésztársától Kaiser Mátyástól lemásolva bírta s használta.)